# Gawriil Andrejewitsch Sarytschew

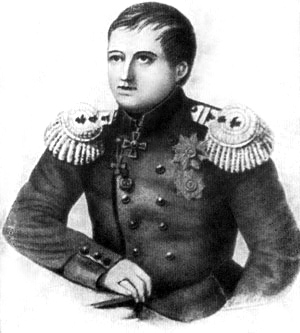
Gawriil Andrejewitsch Sarytschew

Gawriil Andrejewitsch Sarytschew (russisch Гавриил Андреевич Сарычев, wissenschaftliche Transliteration Gavriil Andreevič Saryčev; * 1. Julijul. / 12. Juli 1763greg. in Sankt Petersburg; † 30. Julijul. / 11. August 1831greg. ebenda) war ein Offizier der russischen Marine und Hydrograph.
Gemeinsam mit dem in russischen Diensten stehenden Briten Joseph Billings leitete er von 1785 bis 1794 eine Expedition zur Erforschung und Erschließung  der Küsten und Meere von Nordost-Sibirien. Dabei befuhr er 1791 die Küste von Kamtschatka und Unalaska (Aleuten). Begleitet wurde er von dem Zeichner Luka Woronin. 
Ab 1802 leitete er die Baltische Hydrographische Expedition.
Als Konteradmiral war Sarytschew an Bord der russischen Brigg Dispatch, die bei einer russisch-schwedischen Landungsoperation während des Dritten Koalitionskrieges im Oktober 1805 vor Varnkevitz (in der Nähe von Kap Arkona) strandete. Im Jahr 1808 wurde Sarytschew zum Vizeadmiral befördert, leitete die russische Hydrographische Vermessungsstelle und 1809 zum Ehrenmitglied der Sankt Petersburger Akademie der Wissenschaften ernannt. Kurz vor seinem Tod wurde er 1830 noch zum Admiral befördert.
Der Vulkan Sarychev auf Matua, einer der Inseln der Kurilen, ist nach ihm benannt.

## Werke
In Deutschland wurde sein Buch Reise durch den Nordostteil Sibiriens, das Eismeer und den Östlichen Ozean 1854 in Gotha veröffentlicht. 
- Gawrila Sarytschew's ... achtjæhrige Reise im nordœstlichen Sibirien, auf dem Eismeere und dem nordœstlichen Ozean, Digitalisat